# فرودگاه بین‌المللی میهایل کوگیالنیچونو
فرودگاه بین‌المللی میهایل کوگیالنیچونو (به انگلیسی: Mihail Kogălniceanu International Airport) (به زبان بومی: Aeroportul Internaţional Constanţa Mihail Kogălniceanu) یک فرودگاه نظامی و همگانی مسافربری با کد یاتا CND است که یک باند فرود بتن دارد و طول باند آن ۳۵۰۰ متر است. این فرودگاه در کشور رومانی قرار دارد و در ارتفاع ۱۰۸ متری از سطح دریا واقع شده‌است.

## شرکت‌های هواپیمایی و مقصدهای پروازی
| شرکت‌های هواپیمایی | مقصدهای پروازی                                                                                               |
| ----------------- | --- |
| بلو ایر           | باووایس-تیلی، لئوناردو دا وینچی-فیومیچینو، اوریو آل سریو، بروکسل فصلی: کلوژ-نپوکا، یاش، اورادیا، ترایان وویا |
| ترکیش ایرلاینز    | آتاترک |
| ویز ایر           | لوتن لندن |